# Morlaix
Morlaix is een gemeente in het Franse departement Finistère, in de regio Bretagne. De plaats is de onderprefectuur van het arrondissement Morlaix. De gemeente telde 15.220 inwoners op 1 januari 2022.
De stad werd gebouwd op drie heuvels aan een rivier die uitgeeft op de Baai van Morlaix en zo op Het Kanaal. In de gemeente ligt spoorwegstation Morlaix en een 62 m hoog en 292 m lang spoorwegviaduct uit 1863. Morlaix heeft een rivier- en een jachthaven en was een belangrijk centrum voor de laken- en leerhandel.
Het gemeentelijk museum van Morlaix vertelt de geschiedenis van de stad en de streek en heeft verder een collectie werken van 19e- en 20e-eeuwse meesters, waaronder Claude Monet, Maurice Denis, Eugène Boudin, Gustave Courbet, Paul Sérusier, Pierre Bonnard, Auguste Rodin, John-Peter Russell, Louis-Marie Baader, Yvonne Jean-Haffen, Pierre de Belay en Jean-Francis Auburtin.

## Geschiedenis
In de 13e eeuw werd er met steun van de hertog van Bretagne een dominicanenklooster gesticht in de stad. In de 15e en de 16e eeuw was Morlaix dankzij haar haven een belangrijk centrum voor de lakenhandel. In 1522 werd de stad geplunderd door Engelse kapers. Het Château du Taureau werd gebouwd om nieuwe aanvallen te voorkomen. Tot in de 18e eeuw bleef Morlaix een belangrijke handelshaven, onder andere voor leer en boter. Er kwam industrie in de stad, onder andere een Manufacture des Tabacs, waar tabak werd verwerkt.
In de 19e eeuw werd nieuwe kaaimuren gebouwd en kwamen er sluizen voor de riviermonding. De stad werd ook aangesloten op het spoorwegnetwerk. Tussen 1861 en 1863 werd een spoorwegviaduct gebouwd op de lijn Parijs-Brest.

## Geografie
Morlaix ligt aan de samenloop van de Queffleuth en de Jarlot, die ontspringen in de Monts d’Arrée en samenvloeien in de Dossen. In het noorden van de gemeente mondt deze rivier uit in de Baai van Morlaix.
De oppervlakte van Morlaix bedroeg op 1 januari 2022 24,82 vierkante kilometer; de bevolkingsdichtheid was toen 613,2 inwoners per km².

De onderstaande kaart toont de ligging van Morlaix met de belangrijkste infrastructuur en aangrenzende gemeenten.

## Demografie
Onderstaande figuur toont het verloop van het inwonertal (bron: INSEE-tellingen).

## Partnersteden
- Chełm, Polen
- Réo, Burkina Faso, sinds 1991
- Truro, Verenigd Koninkrijk, sinds 1979
- Würselen, Duitsland, sinds 1976

## Geboren in Morlaix
- Jean Victor Marie Moreau (1763-1813), generaal
- Tristan Corbière (1845-1875), dichter
- Michel Mohrt (1914-2011), schrijver en historicus
- Marie-Morgane Le Deunff (2002), wielrenster

## Afbeeldingen

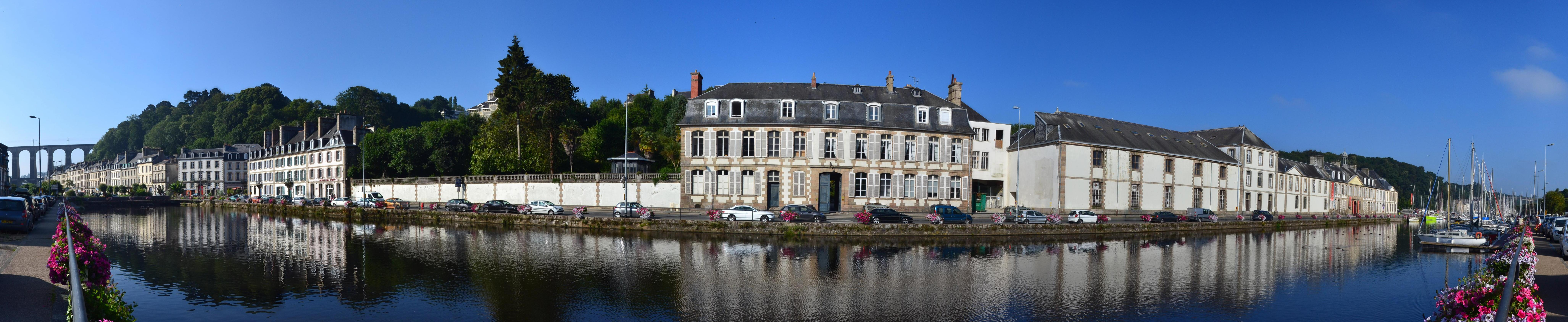
Quay de Léon
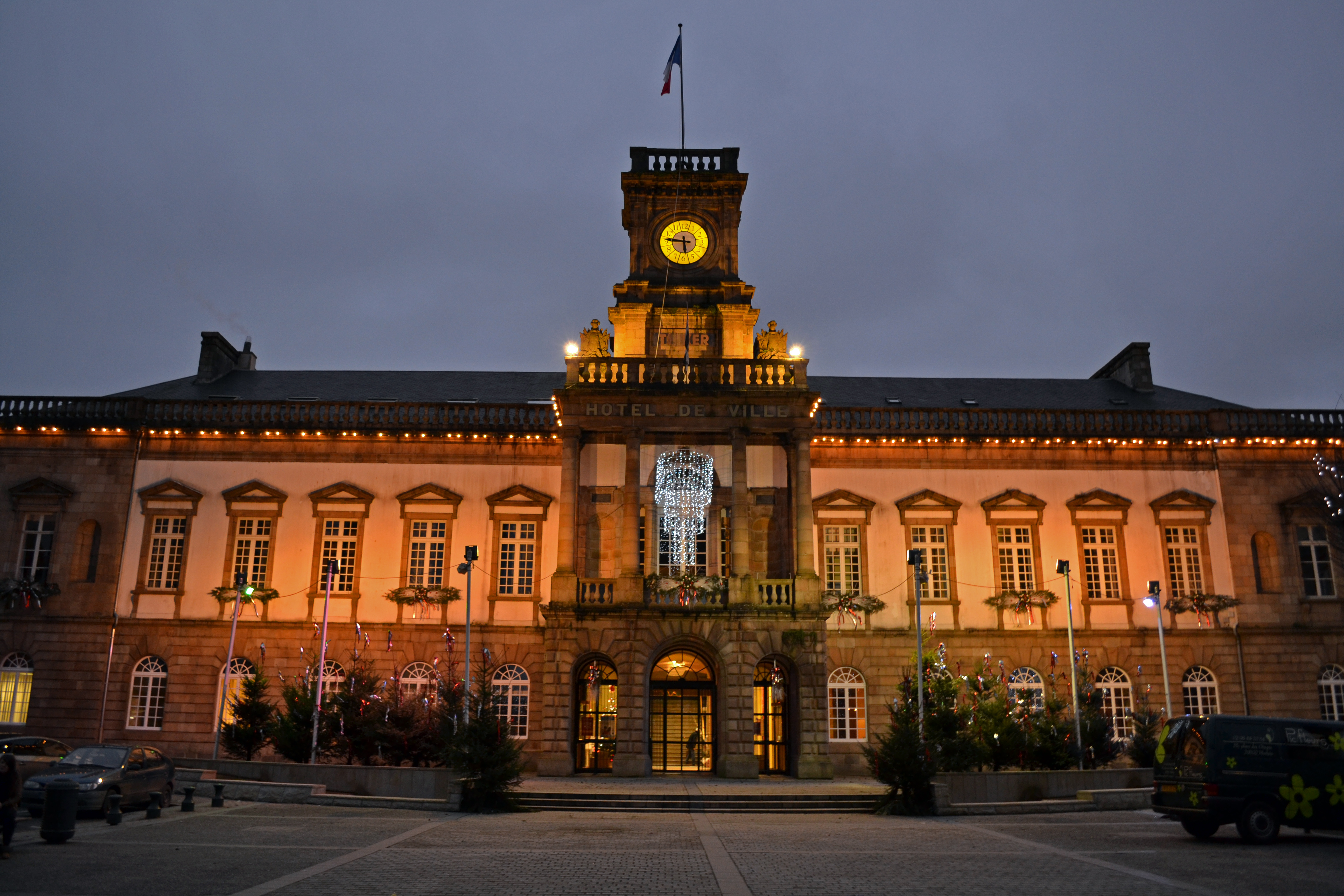
Gemeentehuis
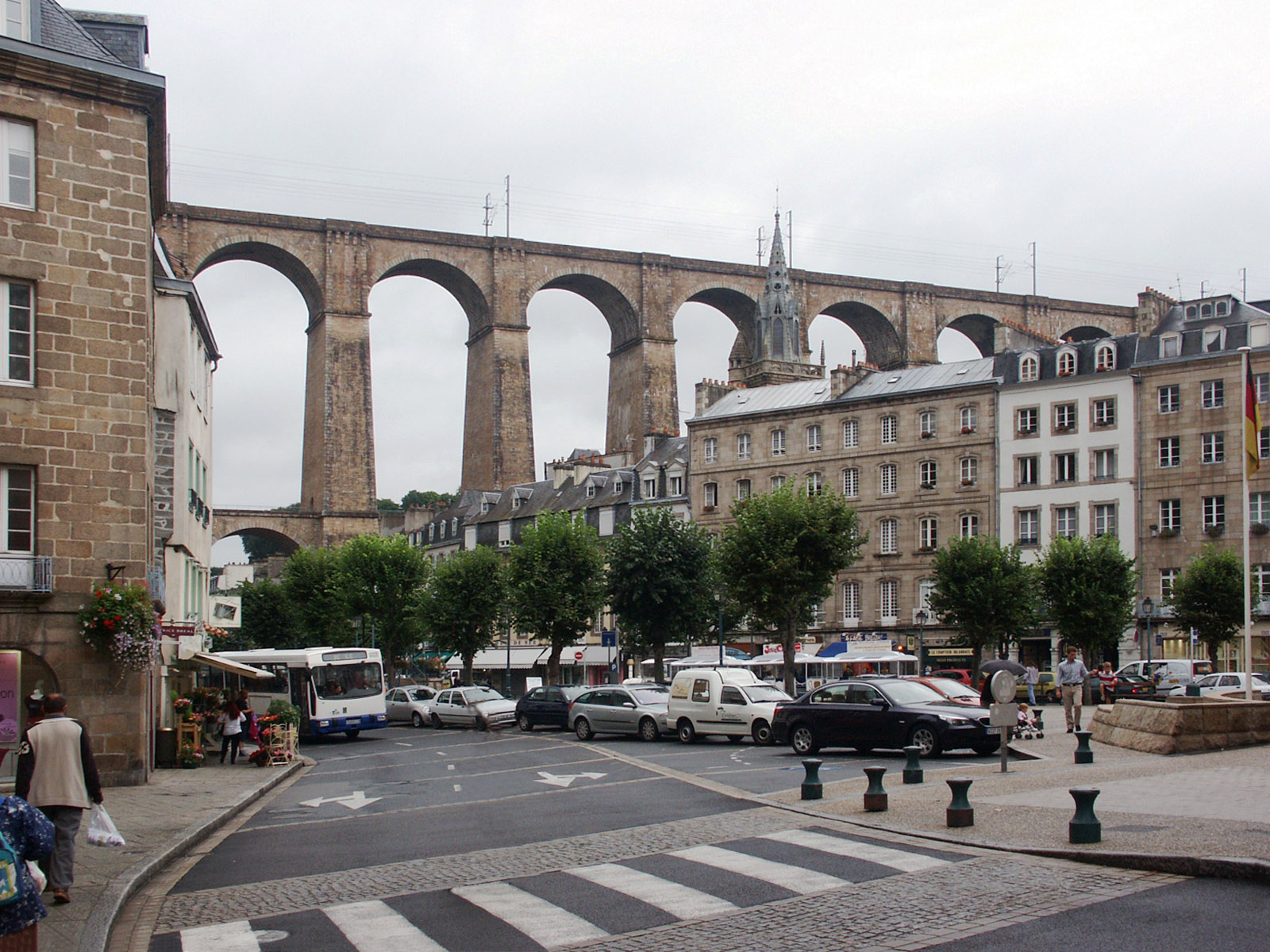
Spoorwegviaduct
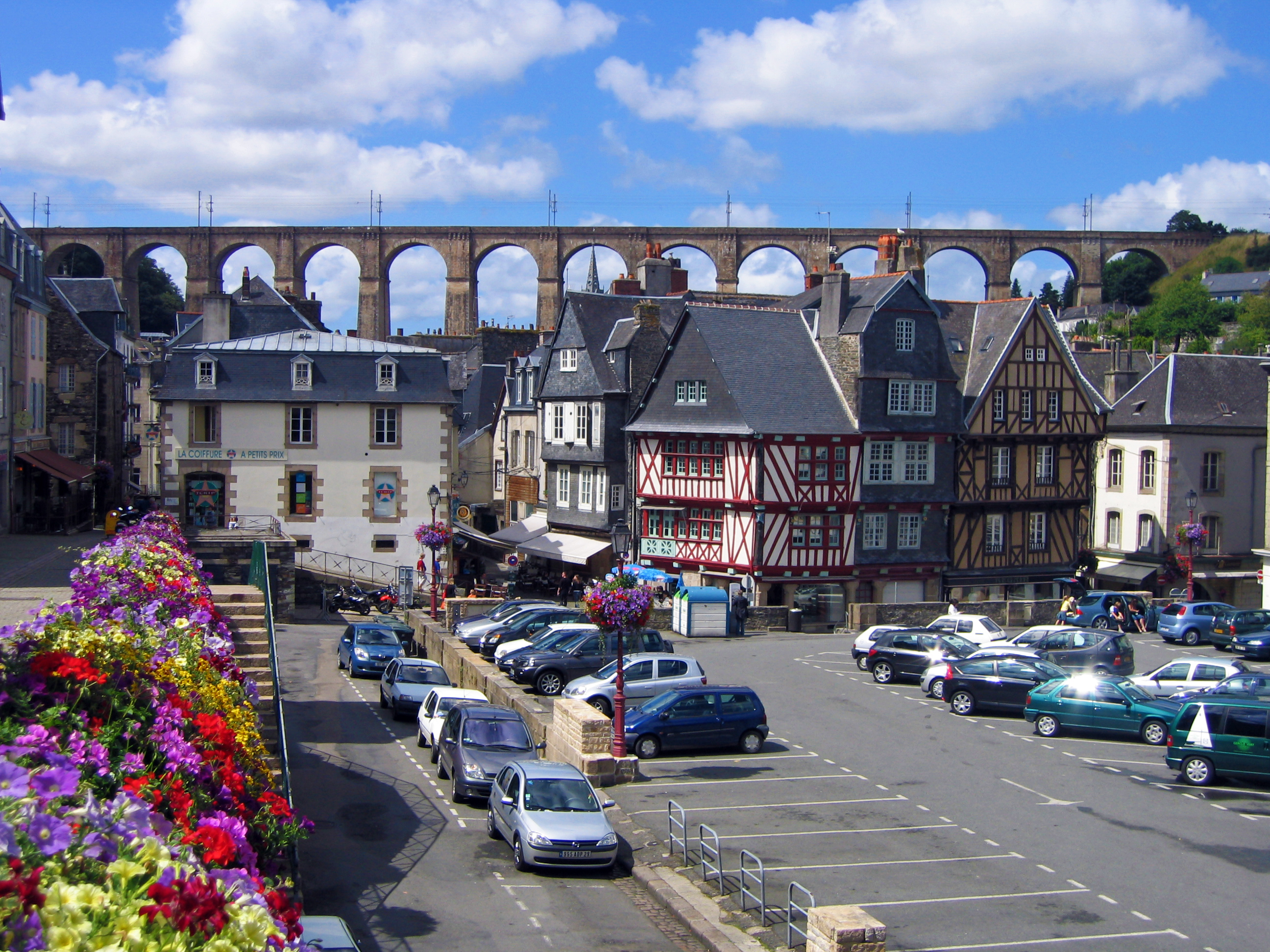
Place Allende
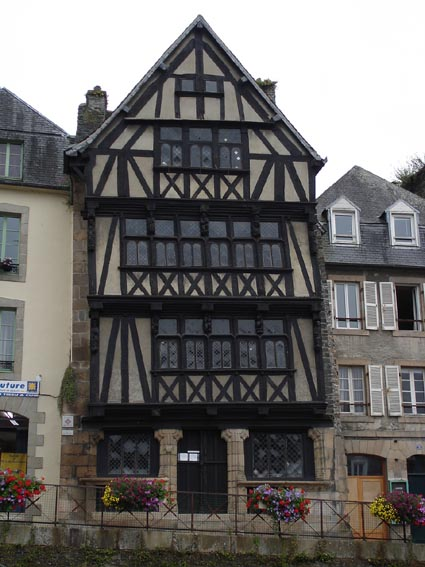
Maison de la duchesse Anne
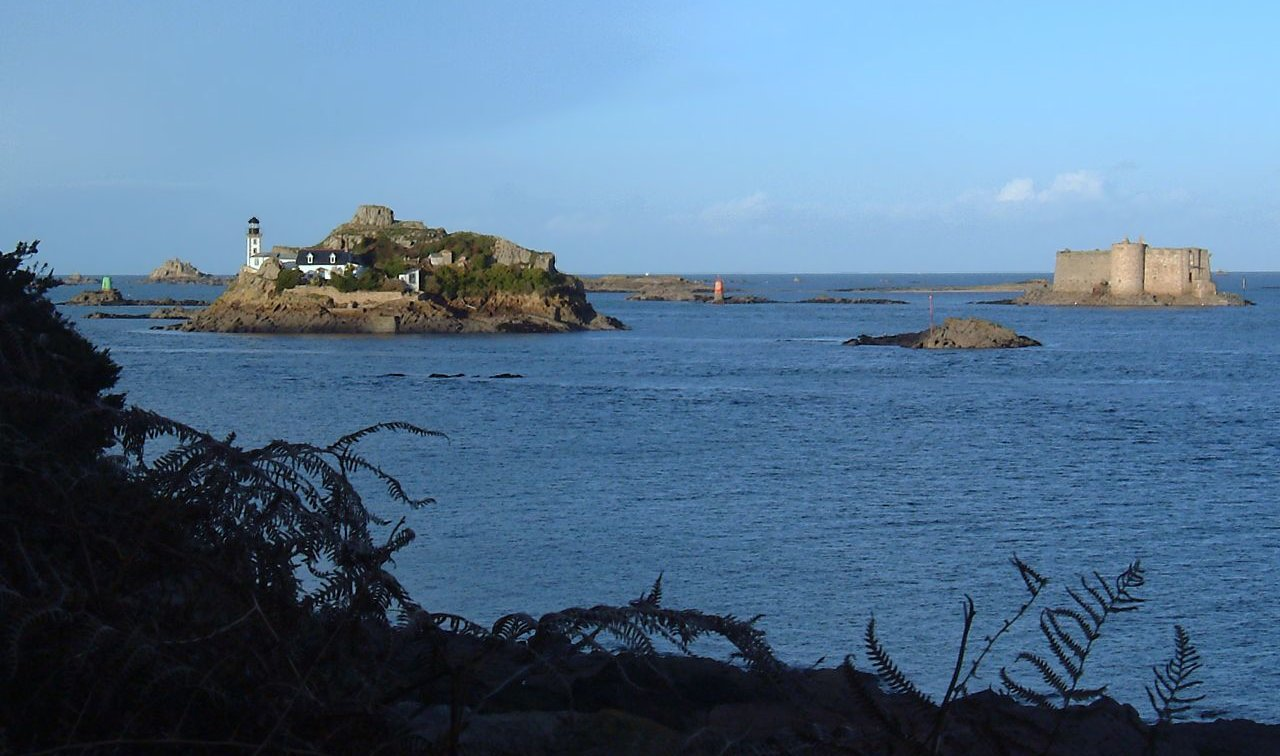
Baai van Morlaix en het Château du Taureau